# Kyra (villaggio)
Kyra (in russo Кыра?) è un villaggio della Russia, centro amministrativo del distretto Kyrinskij del Territorio della Transbajkalia. 
Il villaggio si trova sulla riva sinistra del fiume Kyra, 410 km a sud-sud-ovest di Čita.